# Vic-en-Bigorre
Vic-en-Bigorre är en kommun i departementet Hautes-Pyrénées i regionen Occitanien i sydvästra Frankrike. Kommunen ligger i kantonen Vic-en-Bigorre som tillhör arrondissementet Tarbes. År 2022 hade Vic-en-Bigorre 4 830 invånare.

## Befolkningsutveckling
Antalet invånare i kommunen Vic-en-Bigorre
| Referens: INSEE |